# 連邦軍病院
連邦軍病院（れんぽうぐんびょういん、ドイツ語: Bundeswehrkrankenhaus）は、救護業務軍が運営する病院。

## 組織構造
連邦軍病院では医科の様な専門ごとに部署に分かれている。
- 第1部 - 内科
- 第2部 - 外科
- 第3部 - 皮膚科、性病科、アレルギー科
- 第4部 - 眼科
- 第5部 - 耳鼻咽喉科
- 第6部 - 精神科および神経科
- 第7部 - 歯科および口腔外科
- 第8部 - 放射線科
- 第9部 - 整形外科
- 第10部 - 麻酔科および集中治療科
- 第11部 - 泌尿器科

また、連邦軍病院は地域ごとにおける救急医療の受け入れ先に指定されている。

## 歴史
1957年に最初の医療施設である「連邦軍軍病院」が開設される。建軍間もないドイツ連邦軍では唯一の存在であった。連邦軍軍病院は原則として兵士だけを収容するが、連邦国防大臣の指導により一般市民については救急の場合のみ受け入れることが認められた。連邦軍軍病院はベッド数に基づいて3つに分類され（200/400/600床）再分割される。
1970年に連邦軍の医療施設は軍種横断的分野に改編され連邦軍医療機関本部（ZSanDBw）に集約され、これに合わせ「連邦軍軍病院」から「連邦軍病院」に改称された。また、同じ1970年に規制が解除され一般外来患者の受け入れが始まった。これは一般兵士達の疾病や怪我の事例が少なく、より広汎な医療処置ができる医師を育成することが可能となった。連邦軍病院への一般患者の受入は危機状況や国外派遣任務での医療活動の準備に特に有用であった。
1993年、4箇所の連邦軍病院が閉鎖されて、再度連邦軍病院を土台に13箇所の専門医療センターを設立した。

## 所在地

### 現行の連邦軍病院
| 連邦軍病院                     | 所在地                           | 開設   |
| ------------------------------ | -------------------------------- | ------ |
| コブレンツ連邦軍病院           | コブレンツ                       | 1957年 |
| ベルリン連邦軍病院             | ベルリン特別市中央区             | 1991年 |
| ハンブルク連邦軍病院           | ハンブルク特別市ヴァンツベック区 | 1958年 |
| ウルム連邦軍病院               | ウルム                           | 1980年 |
| ヴェスターシュテーデ連邦軍病院 | ヴェスターシュテーデ             | 2008年 |

### 閉鎖された連邦軍病院
| 連邦軍病院                             | 所在地                       | 開設      | 閉鎖   |
| -------------------------------------- | ---------------------------- | --------- | ------ |
| アンベルク連邦軍病院                   | アンベルク                   | 1958年    | 2007年 |
| バート・ツヴィッシェンアーン連邦軍病院 | バート・ツヴィッシェンアーン | 1959年    | 2008年 |
| デトモルト連邦軍病院                   | デトモルト                   | 1957年    | 1993年 |
| ギーセン連邦軍病院                     | ギーセン                     | 1957年    | 1997年 |
| グリュックシュタット連邦軍病院         | グリュックシュタット         | 1957年    | 1975年 |
| ハム連邦軍病院                         | ハム                         | 1957年    | 2007年 |
| ケンプテン連邦軍病院                   | ケンプテン                   | 不明      | 不明   |
| クロンスハーゲン連邦軍病院             | クロンスハーゲン             | 1961年    | 1996年 |
| ライプツィヒ連邦軍病院                 | ライプツィヒ                 | 1991年    | 2007年 |
| ミュンヘン連邦軍病院                   | ミュンヘン                   | 1967年(?) | 1994年 |
| オスナブリュック連邦軍病院             | オスナブリュック             | 1972年    | 1993年 |
| ヴィルトバート連邦軍病院               | バート・ヴィルトバート       | 1962年    | 1994年 |